# Enzo Cosimi

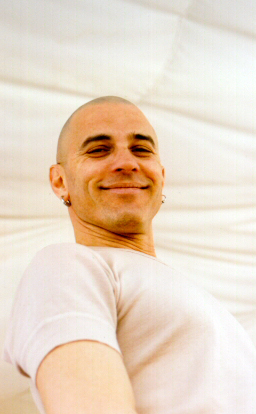
Enzo Cosimi, 2004

Enzo Cosimi (* 13. Februar 1958 in Rom) ist ein italienischer Choreograf und Tänzer. Marinella Guatterini bezeichnete ihn in Il Sole 24 Ore 2004 als „den radikalsten und choreografischsten Choreografen des italienischen zeitgenössischen Tanzes“.

## Leben
Cosimi studierte klassischen und modernen Tanz in Rom bei Alfimova Gibson, dann sechs Monate an Maurice Béjarts École Mudra in Brüssel und im Anschluss daran 1981 bis 1982 in New York. Seitdem lebt er in Rom. Vielfach tritt er in seinen eigenen Choreografien auf. Tourneen fanden in Europa (Italien, Frankreich, Deutschland, Großbritannien etc.), USA, Südamerika, Australien und Indien statt. 
Er arbeitete unter anderem mit dem Schriftsteller und Maler Luigi Veronesi, dem Videokünstler Fabrizio Plessi, der Modedesignerin Miuccia Prada, dem Künstler Aldo Tilocca, dem italienischen Komponisten Pierluigi Castellano und dem Berliner Musiker Robert Lippok. Mit dem italienischen Schriftsteller Aldo Busi entstanden die Choreografien „Seminario sulla gioventù“ und „La stanza di Aldo“. Für Cosimis Choreografie bei der Eröffnungszeremonie der Olympischen Winterspiele 2006 in Turin komponierte Richie Hawtin den Titel „9:20“, während der Star-Tänzer Roberto Bolle den Solo-Tanz übernahm.
Cosimis Arbeiten sind geprägt vom Erlebnis der Stadt Rom und der Auseinandersetzung mit dem Thema des Helden. In der Produktion La stanza del Principe — IIVariazione su Il Lago dei Cini (2010) steht die Obdachlosen-Problematik im Vordergrund. Das Leben der homeless, das Cosimi in langen Interviews und Video-Dokumentationen erforscht hat, bildet den dramaturgischen Schwerpunkt dieser Choreografie.

## Verzeichnis der wichtigsten Choreografien
- Calore (1982)
- La fabbrica tenebrosa del corpo (1985)
- Sciame (1987)
- Una frenetica espezione del monodo (1991)
- Il pericolo della felicità (1992)
- Blitza opening (1992)
- Il fruscio del rapace (1993)
- Seminario sulla gioventù (1994)
- La stanza di Aldo (1995)
- Super deluxe (1996)
- Eliogabaldo - Climax non stop (1998)
- Bacon - punizione per il ribelle (1999)
- Roma - from the basement to the third floor (2001)
- Hallo Kitty - giapponeserie in 3 quadri, un inizio e una fine (2002)
- I need more (2004)
- Heel ... yeah - tre scene sulla fisionomia della vanità (2006)
- Regie und Choreografie des Segments „Dal futurismo al futuro“ in der Eröffnungszeremonie der 20. Winterolympiade Turin (2006)
- hell...yeah [nach dem Buch Kohelet] (2006)
- OdetteOdile investigations — I Variazione su Il Lago dei cigni (2008)
- La stanza del Principe — II Variazione su Il Lago dei cigni (2010)

## Zitat
„Wenn ich über Helden spreche, spreche ich über Macht und leere Rituale. Meine Heldenfiguren können sowohl einer klassischen Mythologie, wie Penthesilea, als auch der heutigen Star-Welt, wie Leonardo DiCaprio, entstammen. Viele Jahre lang war meine Studie der heldenhaften Ausdrucksbewegung zufällig mit dem Studium des Muskels verknüpft. Heute hat sich der Held gewandelt, er hat das Zentrale verloren und es sind nur noch Fragmente übrig. Er ist nicht mehr an den Muskel geknüpft, sondern an den Nerv.“